# Držina
Držina (cyr. Држина) – wieś w Serbii, w okręgu pirockim, w mieście Pirot. W 2011 roku liczyła 387 mieszkańców.